# Campeonato Brasileiro Juvenil de Ginástica Artística de 2022
As provas das categorias juvenil e pré-infantil do Campeonato Brasileiro de Ginástica Artística de 2022 foram realizadas de 19 a 23 de outubro em Campo Grande, Mato Grosso do Sul.

## Medalhistas

### Juvenil
| Evento                             | Ouro | Prata | Bronze |
| ---------------------------------- | --- | --- | --- |
| Masculino                          | | | |
| Equipes                            | Esporte Clube Pinheiros João Victor Perdigão Erick Trautwein Eduardo Belli Federico Lupi Ryan Botelho Guilherme de Amorim                       | APAM Setor Leste Rafael Shiguti Eduardo Rodarte Rafael dos Santos Gabriel de Castro Rafael Beserra Fernando Cantuária | Minas Tênis Clube Felipe Ma e Silva Ivan Botelho João Gabriel Barbosa Yago Lima Gabriel Guimarães Caio Gomes |
| Individual geral - Sub17           | João Victor Perdigão Esporte Clube Pinheiros | Rafael Shiguti APAM Setor Leste                                                                                       | Erick Trautwein Esporte Clube Pinheiros                                                                      |
| Individual geral - Sub15           | Felipe Ma e Silva Minas Tênis Clube | Eduardo Belli Esporte Clube Pinheiros                                                                                 | Pedro Henrique Silvestre APAM Setor Leste                                                                    |
| Solo - Sub17                       | João Victor Perdigão Esporte Clube Pinheiros | Rafael Shiguti APAM Setor Leste                                                                                       | José Olímpio Grêmio Náutico União                                                                            |
| Solo - Sub15                       | Felipe Ma e Silva Minas Tênis Clube | Federico Lupi Esporte Clube Pinheiros                                                                                 | Caio da Silveira Grêmio Náutico União                                                                        |
| Cavalo com alças - Sub17           | Gabriel Fernandes ADECO | José Henrique Celini Indaiatuba                                                                                       | Eduardo Rodarte APAM Setor Leste                                                                             |
| Cavalo com alças - Sub15           | Felipe Ma e Silva Minas Tênis Clube | Pedro Henrique Silvestre APAM Setor Leste                                                                             | Ivan Botelho Minas Tênis Clube                                                                               |
| Argolas - Sub17                    | Erick Trautwein Esporte Clube Pinheiros | Derick Goulart Grêmio Náutico União                                                                                   | Rafael Shiguti APAM Setor Leste                                                                              |
| Argolas - Sub15                    | Eduardo Belli Esporte Clube Pinheiros | Pedro Henrique Silvestre APAM Setor Leste                                                                             | Matheus Pochini ADECO                                                                                        |
| Salto - Sub17                      | João Victor Perdigão Esporte Clube Pinheiros | Fernando Cantuária APAM Setor Leste                                                                                   | Derick Goulart Grêmio Náutico União                                                                          |
| Salto - Sub15                      | Felipe Topper Grêmio Náutico União | Felipe Ma e Silva Minas Tênis Clube                                                                                   | Yago Lima Minas Tênis Clube                                                                                  |
| Barras paralelas - Sub17           | Derick Goulart Grêmio Náutico União | José Henrique Celini Indaiatuba                                                                                       | Rafael Shiguti APAM Setor Leste                                                                              |
| Barras paralelas - Sub15           | Matheus Pochini ADECO | Ivan Botelho Minas Tênis Clube                                                                                        | Ryan Botelho Esporte Clube Pinheiros                                                                         |
| Barra fixa - Sub17                 | Erick Trautwein Esporte Clube Pinheiros | Gabriel Fernandes ADECO                                                                                               | Rafael Shiguti APAM Setor Leste                                                                              |
| Barra fixa - Sub15                 | Eduardo Belli Esporte Clube Pinheiros | Pedro Henrique Silvestre APAM Setor Leste                                                                             | Gabriel Guimarães Minas Tênis Clube                                                                          |
| Feminino                           | | | |
| Equipes                            | Clube de Regatas do Flamengo Maria Heloísa Moreno Isabel Ramos Gabriela Vieira Hellen Vitória Maria Eduarda Montesino Larissa Kelly de Oliveira | Grêmio Náutico União Luiza Abel Nicole de Campos Julia Vazquez Maria Eduarda Ferreira Andreza Heloísa de Lima         | CEGIN Josiany Calixto Giovana Martins Alana de Oliveira Laura Kreusch Rebecca Menezes                        |
| Individual geral - 14 e 15 anos    | Gabriela Barbosa Esporte Clube Pinheiros | Maria Heloísa Moreno Clube de Regatas do Flamengo                                                                     | Josiany Calixto CEGIN                                                                                        |
| Individual geral - 12 e 13 anos    | Isabel Ramos Clube de Regatas do Flamengo | Gabriela Vieira Clube de Regatas do Flamengo                                                                          | Nicole de Campos Grêmio Náutico União                                                                        |
| Salto - 14 e 15 anos               | Hellen Vitória Clube de Regatas do Flamengo | Gabriela Barbosa Esporte Clube Pinheiros                                                                              | Alana de Oliveira CEGIN                                                                                      |
| Salto - 12 e 13 anos               | Larissa de Oliveira Clube de Regatas do Flamengo                                                                                                | Isabel Ramos Clube de Regatas do Flamengo                                                                             | Julia Coutinho Clube de Regatas do Flamengo                                                                  |
| Barras assimétricas - 14 e 15 anos | Josiany Calixto CEGIN | Maria Heloísa Moreno Clube de Regatas do Flamengo                                                                     | Luiza Abel Grêmio Náutico União                                                                              |
| Barras assimétricas - 12 e 13 anos | Isabel Ramos Clube de Regatas do Flamengo | Maria Eduarda Montesino Clube de Regatas do Flamengo                                                                  | Gabriela Vieira Clube de Regatas do Flamengo                                                                 |
| Trave - 14 e 15 anos               | Maria Heloísa Moreno Clube de Regatas do Flamengo                                                                                               | Gabriela Barbosa Esporte Clube Pinheiros                                                                              | Josiany Calixto CEGIN                                                                                        |
| Trave - 12 e 13 anos               | Isabel Ramos Clube de Regatas do Flamengo | Nicole de Campos Grêmio Náutico União                                                                                 | Giovana Martins CEGIN                                                                                        |
| Solo - 14 e 15 anos                | Josiany Calixto CEGIN | Ana Luisa de Oliveira CEGIN                                                                                           | Gabriela Barbosa Esporte Clube Pinheiros                                                                     |
| Solo - 12 e 13 anos                | Sophia Weisberg CCRN | Julia Coutinho Clube de Regatas do Flamengo                                                                           | Gabriela Vieira Clube de Regatas do Flamengo                                                                 |

Fonte: 

### Pré-infantil
| Evento                     | Ouro | Prata                                                                               | Bronze |
| -------------------------- | --- | ----------------------------------------------------------------------------------- | --- |
| Masculino                  | |                                                                                     | |
| Equipes                    | Minas Tênis Clube Luiz Miguel Campos Francisco Macedo Pedro Lucas Barros                                           | APE-MS Christopher Cardena Lucas Paixão Leonardo Leal Luke Nagano                   | Clube de Regatas do Flamengo Davi Lima Brayan do Nascimento João Pedro Araújo Gustavo Martins Antonio Soares Hugo Massa |
| Individual geral - 9 anos  | Luiz Miguel Campos Minas Tênis Clube                                                                               | Francisco Macedo Minas Tênis Clube                                                  | Luke Nagano APE-MS |
| Individual geral - 11 anos | Ryan Cordeiro Esporte Clube Pinheiros                                                                              | João Pedro Froes Esporte Clube Pinheiros                                            | Christopher Cardena APE-MS                                                                                              |
| Feminino                   | |                                                                                     | |
| Equipes                    | Clube de Regatas do Flamengo Ana Delgado Anna Matassoli Ana de Sant’Anna Yasmin Félix Laura da Costa Ana J. Araújo | Grêmio Náutico União Letícia Caminha Rafaela Hubert Yasmin Pereira Valentina Mancil | ADC São Bernardo Alicia Melo Allanys Brito Rafaella Vieira                                                              |
| Individual geral - 9 anos  | Letícia Caminha Grêmio Náutico União                                                                               | Ana Júlia de Sant’Anna Clube de Regatas do Flamengo                                 | Alicia Melo ADC São Bernardo                                                                                            |
| Individual geral - 10 anos | Ana Paula Delgado Clube de Regatas do Flamengo                                                                     | Anna Matassoli Clube de Regatas do Flamengo                                         | Yasmin Felix Clube de Regatas do Flamengo                                                                               |

Fonte: 